# Aristolochia clusii
Aristolochia clusii là một loài thực vật có hoa trong họ Aristolochiaceae. Loài này được Lojac. mô tả khoa học đầu tiên năm 1907.